# Hold Your Breath
Hold Your Breath är en amerikansk skräck- och dramafilm som hade premiär 3 oktober 2024 på strömningstjänsten Disney+. Filmen är regisserad av Karrie Crouse och William Joines efter ett manus skrivet av Crouse.

## Handling
Filmen utspelar sig på 1930-talet i Oklahoma och kretsar kring en kvinna (Margaret) och hennes två döttrar (Rose och Ollie). Medan de kämpar för att överleva i den hårda miljön i Dust Bowl, dyker en mystisk främling upp och hotar hennes familj.

## Rollista (i urval)
- Sarah Paulson – Margaret Bellum
- Amiah Miller – Rose Bellum
- Annaleigh Ashford – Esther Smith
- Alona Jane Robbins – Ollie Bellum
- Ebon Moss-Bachrach – Wallace Grady